# Vịnh Brunei
Vịnh Brunei (tiếng Mã Lai: Teluk Brunei) thuộc bờ biển phía tây bắc đảo Borneo, nằm ở Brunei và Malaysia.
Vịnh Brunei nằm ở tọa độ 5°00'43.44", 115°17'26.66"; phía đông Bandar Seri Begawan, Brunei.
Đây là lối mở ra biển của Temburong District nằm biệt lập của Brunei, tách biệt khỏi phần còn lại của Brunei bởi Sarawak State của Malaysia bao quanh vịnh.
Một con đường mới được xây dài 30 kilômét (19 mi) nối liền quận Muara và Temburong của Brunei dự kiến hoàn thành vào năm 2018. Mười bốn kilomet (9 mi) của đường này sẽ băng ngang vịnh Brunei.